# Jorge Azevedo (Bogenschütze)
Jorge Azevedo (* 10. Mai 1950 in Rio de Janeiro) ist ein brasilianischer Bogenschütze.
Azevedo, 1,68 m groß und 70 kg schwer, nahm an den Olympischen Spielen 1988 in Seoul teil. Er belegte Platz 62.